# 保羅·波茨
保羅·波茨（英語：Paul Potts，1970年10月13日—），英國英格蘭布里斯托爾手機銷售員，也是業餘歌劇唱家。
2007年6月9日保羅參加威爾斯千禧中心舉行的《英国达人》（Britain's Got Talent）比賽節目獻唱歌劇。比賽開始前，評判均露出輕蔑、懷疑的眼光，但當保羅·波茨開腔唱出濃縮版本的詠嘆調普契尼的公主徹夜未眠 （Nessun Dorma）時，震撼全場，二千名觀眾站立鼓掌，女評判Amanda Holden更因其表演感動落淚。
影片於翌日上載至YouTube，一週內已有逾250萬人次收看，並迅即當選為YouTube創辦至今最受好評的影片。
同月14日，波茨順利以告別時刻（Con te partirò）一曲進身總決賽，高達950萬名電視觀眾收看，在公眾投票環節中獲得最高分數。英國賭場為此開局競猜誰人勝出比賽，保羅被視為最大熱門；而他任職的Carphone Warehouse公司亦在多間分店貼出海報號召公眾支持他。女評判 Amanda Holden 第二次感動落淚，而三位評判更罕見地和全部觀眾起立鼓掌。
同月17日，他在總決賽中唱出足本的公主徹夜未眠，在公眾投票中獲得200萬票，成為節目優勝者，除了奪得10萬英鎊獎金外，還會在2007年12月，在英女皇伊利莎白二世作御前獻唱。贏得冠軍的他也獲得評判之一的西蒙·高維爾簽約成為索尼BMG音乐娱乐公司旗下歌手，灌錄专辑，并已經於2007年8月推出，迅速在多國銷量達到白金唱片，榮登英國歌曲榜榜首。
2013年9月，以他為故事背景的電影《唱OPERA的保羅》於2013年多倫多國際電影節上映。

## 背景
保羅·波茨自稱童年時在學校受到欺凌，自信全無，一次偶然機會，他聽到柴可夫斯基第六交響曲悲愴，從此愛上了古典音樂。他曾跟隨Ian Cowboy學習演唱技巧，渴望在歌劇界發展，亦曾參與巴斯市的業餘歌劇團巴斯歌劇團（Bath Opera），在劇目《費加洛的婚禮》和《唐·喬望尼》中演出。另外，他在英國皇家愛樂管絃樂團擔任獨唱手，並在意大利北部巡迴獻唱。
2003年，波茨切除腎上腺腫瘤，康復後騎摩托車時遇上意外，導致鎖骨爆裂，歌唱事業全面終止。參加英国达人比賽時，他是一名手機銷售員，約在2003年與網友Julie結婚。
在電視節目一夜成名後，外界質疑波茨本身是一名專業歌劇家，假扮成寂寂無名的業餘歌手。他回應指自己只是上過一些訓練課程，過去參加的巴斯歌劇團亦是業餘歌劇團，在劇團中只收取車馬費。

## 作品

### 專輯
- 2007：《One Chance》 
  - #1 (UK, Ireland, South Korea, Norway, Denmark, Sweden, Hong Kong,  New Zealand, Australia, Canada,  Colombia, Mexico, Germany)
- 2009：《Passione》
- 2010：《Cinema Paradiso》

### 單曲
- 2007：Nessun Dorma
  - #100 (UK), #2 (Taiwan)

## 外部連結
- 初賽獻唱片段 （页面存档备份，存于） - YouTube
- 半總決賽片段 （页面存档备份，存于） - YouTube
- 總決賽片段 （页面存档备份，存于） - YouTube
- 波茨簡歷
- ITV訪問片段 （页面存档备份，存于）
- 的My Space頁 （页面存档备份，存于） - Myspace
- Sony BMG 波茨網頁 - SonyBMG
- 保羅·波茨Sony BMG中文版網頁 - SonyBMG